# Marc Hornschuh
Marc Hornschuh (* 2. März 1991 in Dortmund) ist ein deutscher Fußballspieler. Er steht bei der zweiten Mannschaft des SC Freiburg unter Vertrag und wird in der Abwehr oder als Sechser eingesetzt.

## Karriere

### Im Verein
Marc Hornschuh begann 1994 das Fußballspielen bei DJK TuS Körne, bevor er 2002 zu Borussia Dortmund wechselte. Dort durchlief er im Folgenden die Jugendabteilungen und kam in der Regionalliga-Saison 2008/09 auch zu einem ersten Einsatz in der zweiten Seniorenmannschaft des BVB. Dabei stand er am 25. Spieltag in der Startformation bei der 2:1-Auswärtsniederlage gegen die Sportfreunde Lotte und wurde, zum Zeitpunkt des bereits hergestellten Endstands, in der 72. Minute durch Michael Oscislawski ersetzt. Danach spielte er weiterhin nur für die A-Junioren, erhielt aber im März 2009 einen Vertrag bis 2013, so dass er zur Spielzeit 2009/10 in den Kader der Bundesliga-Mannschaft aufrückte, nachdem er mit dieser schon in der Winterpause zuvor im Trainingslager gewesen war. In der höchsten deutschen Spielklasse saß er dann mehrfach auf der Ersatzbank, kam aber nicht zum Einsatz. Dennoch bestritt er am 7. August 2009 sein Profiligadebüt, als er am 3. Spieltag der Drittliga-Saison 2009/10, beim 0:1 der Dortmunder Zweitvertretung bei Werder Bremen II, zur Halbzeitpause für Nedim Hasanbegović eingewechselt worden war. Auch in diesem Spieljahr blieb es jedoch sein einziger Auftritt für die Reserve der Borussen, und er lief hauptsächlich in der A-Junioren-Bundesliga auf.
Im Winter 2012 wurde Hornschuh für eineinhalb Jahre an den Zweitligisten FC Ingolstadt 04 verliehen, kehrte jedoch zur Saison 2012/13 zum BVB, wo er in der zweiten Mannschaft eingesetzt wird, zurück.
Zur Saison 2015/16 wechselte Hornschuh zum FSV Frankfurt. Er verließ den Verein aber noch ohne Einsatz am letzten Tag derselben Transferperiode und schloss sich dem FC St. Pauli an. Dort erzielte Hornschuh beim 3:3-Unentschieden gegen den 1. FC Union Berlin am 11. Spieltag seinen ersten Profitreffer zum zwischenzeitlichen 2:2.
Zur Saison 2020/21 wechselte Hornschuh zur zweiten Mannschaft des Stadtrivalen Hamburger SV. Er unterschrieb einen Einjahresvertrag. Da der Spielbetrieb aufgrund der COVID-19-Pandemie ab November 2020 nicht mehr fortgeführt werden konnte, absolvierte er nur 10 Spiele. Anschließend verließ Hornschuh den Verein mit seinem Vertragsende.
Daraufhin schloss er sich zur Saison 2021/22 dem Schweizer Erstligisten FC Zürich an. Er unterschrieb einen Einjahresvertrag. In seiner ersten Saison wurde er mit dem FC Zürich Schweizer Meister und konnte seinen Vertrag um ein weiteres Jahr verlängern. 
Im Sommer 2024 wechselte er zur zweiten Mannschaft des SC Freiburg.

### In der Nationalmannschaft
Außerdem wurde Marc Hornschuh in den deutschen Juniorennationalmannschaften von der U-15 bis zur U-19 eingesetzt. In der U-17, sowie in der U-18, hatte er das Amt des Mannschaftskapitäns inne. Für die Spiele am 3. und 7. September 2010 wurde er zusammen mit seinen Mannschaftskameraden Mario Götze und Lasse Sobiech für die U-21 nominiert, für die er dann am 16. November 2010 gegen die U-21-Auswahl von England debütierte, als er in der 46. Spielminute für Stefan Bell eingewechselt wurde.